# Letzte Runde für die Daltons

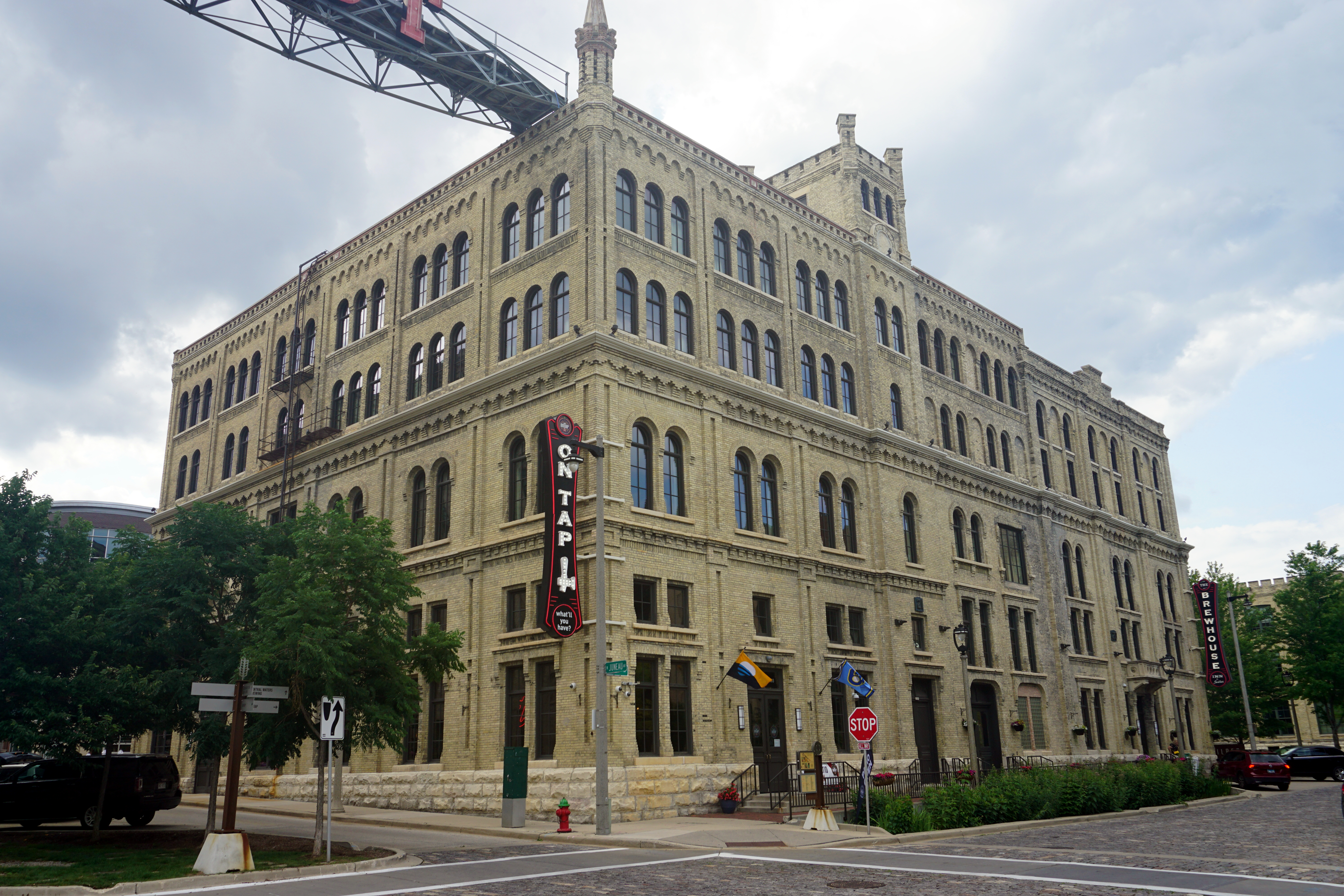
Die Brauereifabrik Pabst, Vorbild für die Fabrik im Comic

Letzte Runde für die Daltons (Originaltitel: Un Cow-Boy sous pression) ist ein Lucky-Luke-Album, das von Achdé gezeichnet und von Jul getextet wurde. Der Band erschien im Herbst 2024.
Der Band handelt vorwiegend in der „Bierstadt“ Milwaukee, wo Lucky Luke einen groß angelegten Streik beenden soll. Er ist voller Anspielungen auf die deutsche Kultur, denn dort leben sehr viele deutsche Einwanderer.

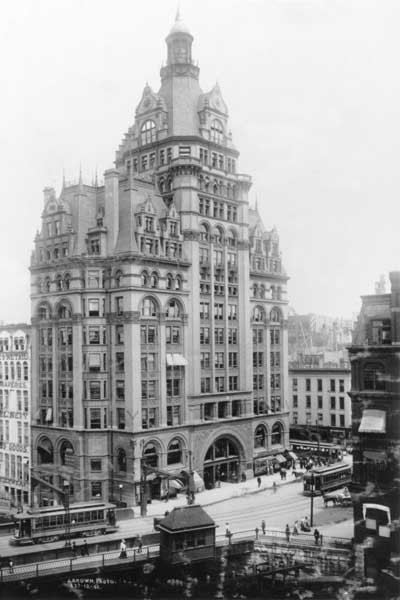
Das 1891 erbaute und 1981 wieder abgerissene imposante Pabst Building in Milwaukee ist einer der Schauplätze des Comics.

## Handlung
Der Band beginnt mit einer stakkatoartigen Auflistung des Wochenprogramms von Lucky Luke: Am Montag die Daltons im Gefängnis abliefern, am Dienstag Kälber einfangen, am Mittwoch einen Bankraub verhindern... Am Freitag der zweiten Woche erleidert er bei einer Schießerei einen Hexenschuss und sucht daher im Städtchen Neumünchen einen Arzt auf. Als er wieder aus dem Haus tritt, wird er vom Bürgermeister erwartet und angefleht, er soll doch nach Milwaukee reisen, um den dortigen Streik der Bierbrauer zu beenden, denn der Wilde Westen ist ja nicht mehr der Wilde Westen ohne Trinkgelage und daraus folgenden Auseinandersetzungen. Etwas widerwillig macht er sich auf den Weg.
Dort trifft er als ersten den Indianer „Doppelköpfiger Adler“, der dort Arbeit gefunden und eine Deutsche geheiratet hat. Er erklärt Luke die Hintergründe und einige der Gebräuche, die die Deutschen mitgebracht haben. Etwas naiv begibt sich Luke zu einer Gewerkschaftsversammlung, um die Arbeiter zur Wiederaufnahme der Arbeit zu bewegen. Die „Debatte“ endet jedoch in einer Schlägerei und dem Eingreifen der Polizei, so dass Luke und die Gewerkschaftsführer im Gefängnis landen.

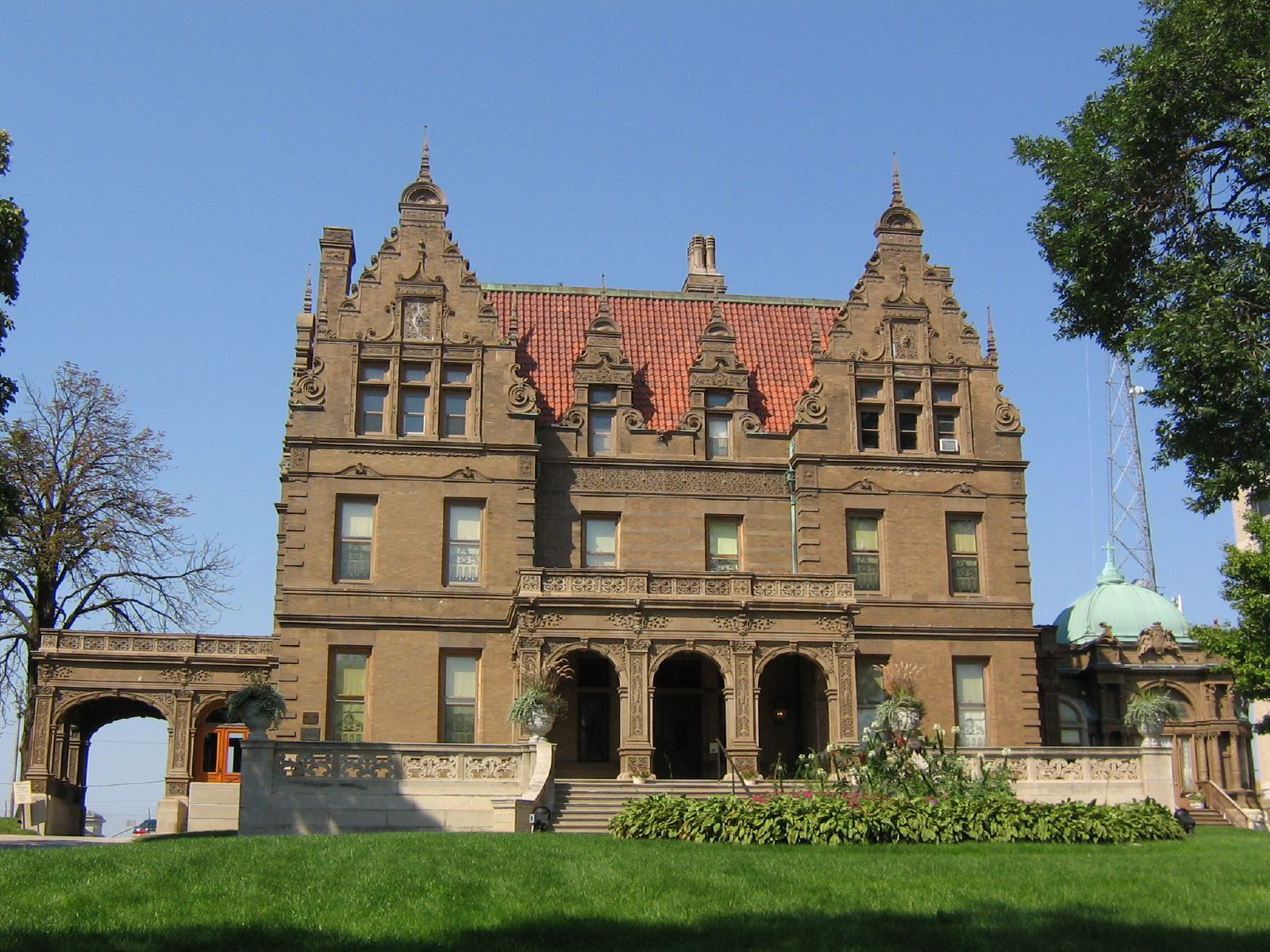
Die nicht gerade bescheidene Bleibe des Brauereibesitzers „Frederick“. Im Comic wird sie noch sehr viel höher dargestellt.

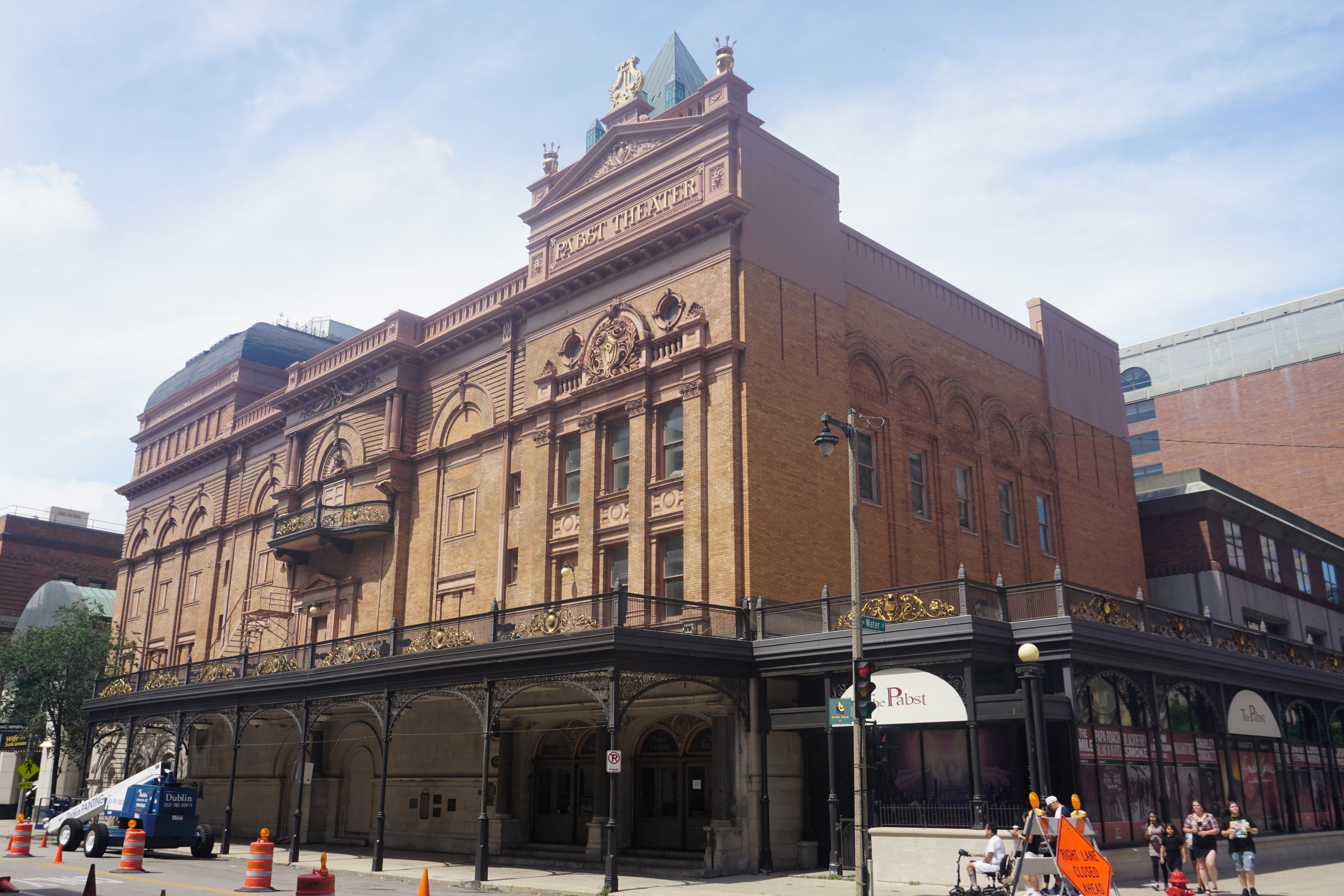
Auch das Pabst Theater in Milwaukee kommt im Comic vor, wo es Schauplatz für einen von Lucky Luke vereitelten Attentatsversuch ist. Der Name ist folgerichtig zu "Martz Theater" verändert.

Von dort rausgehauen wird er ausgerechnet von Frederick Martz, dem größten Brauereibesitzer der Stadt. Der will Lucky Luke nämlich einstellen, damit er die Aufsicht über die Gefangenen übernimmt, die anstelle der streikenden Arbeiter die Produktion wiederaufnehmen sollen. Gleichzeitig umgarnt Martz Lucky Luke mit seinem Reichtum und lädt ihn zu Richard Wagners epischer Oper Der Ring des Nibelungen ein. Während der Vorführung versuchen die Gewerkschafter, Martz zu erschießen, was Lucky Luke aber mit Glück verhindern kann. Auf Drängen von „Doppelköpfiger Adler“ übernimmt Luke dann doch die Aufsicht über die Gefangenen-Arbeiter, denn er ist überzeugt, dass diese die Arbeit so schlecht erledigen, dass Martz schließlich gezwingen sein wird, die Verhandlungen wieder aufzunehmen.
Am nächsten Tag werden den Gefangenen – unter denen selbstredend auch die Daltons sind – in der Fabrik ihre Aufgaben zugeteilt. Joe Dalton findet an der Wand ein Plakat von Karl Marx und seinen Thesen und hält es für einen Steckbrief, weil er ja einen Anschlag auf das Kapital selbst verübt hat.
In der Folge läuft die Produktion dann auch mehr schlecht als recht wieder an, den Desperados widerfährt aber ein Missgeschick nach dem anderen – und nebenbei betrinken sie sich regelmäßig. Als dann aber Joe komplett ausrastet und anfängt, wild herumzuballern, reicht es auch Lucky Luke und er erklärt Martz, dass es so nicht weitergehen kann, was dieser endlich einsieht. Weil beide Parteien nach wie vor auf ihrer Maximalforderung beharren, schlägt Lucky Luke einen ungewöhnlichen Schritt vor: Die Verhandlungsposition soll in einem Pokerspiel geklärt werden. Doch noch während dieses läuft, sprengen die Daltons die Fabrik in die Luft, um für Verwirrung zu sorgen und mit der Streikkasse der Gewerkschafter abhauen zu können. Das bringt aber endlich Martz zur Vernunft und er verhandelt über eine Lohnerhöhung und die 60-Stunden-Woche (im 19. Jahrhundert tatsächlich eine Errungenschaft).
Während ein großes Bierfest steigt, suchen die Daltons immer noch die Kohle der Gewerkschaft, finden aber nur Das Kapital, eine ganze Kiste voll. Dann platzen sie auch noch in die Feier, wo Joe direkt Luke umlegen will, doch der zieht mal wieder schneller. Ausnahmsweise verschwindet Luke nicht klangheimlich von der Feier zu seinen Ehren, sondern begleitet einige Zeit später eine Lieferung Bier zurück in den Westen.

## Hintergrund

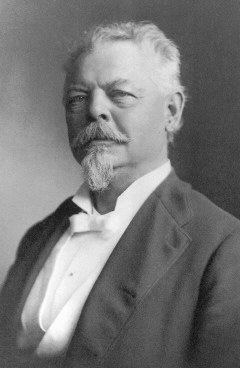
Frederick Pabst, Vorbild für den Bierfabrikanten Frederick Martz

Die Stadt Milwaukee und der sogenannte „Deutsche Gürtel“ im Norden der heutigen USA beherbergen viele deutsche Auswanderer, die in der zweiten Hälfte des 19. Jahrhunderts dorthin geflohen sind, nachdem die Deutsche Revolution 1848/1849 gescheitert war. Sie haben damit auch einen Teil der deutschen Kultur, insbesondere auch das Bierbrauen, mitgebracht. Diverse große Brauereien existieren dort bis heute. Das ausgehende 19. Jahrhundert ist aber auch die Zeit der Arbeitskämpfe, in denen die Arbeiter versuchen, ihre Arbeitsbedingungen zu verbessern, namentlich durch mehr Lohn und kürzere Arbeitszeiten. Konnten sich die Parteien nicht einigen, kam es zu Streiks, die teilweise auch gewaltsam niedergeschlagen wurden.
Wie üblich ist der Band voller Anspielungen, diesmal insbesondere zu den Beziehungen zwischen Amerika und Deutschland oder Europa im Allgemeinen. Die Landung der Alliierten im Zweiten Weltkrieg unter Dwight D. Eisenhower wird erwähnt und es gibt Hinweise auf die deutschen Schriftsteller Karl May sowie im Kontext des Arbeitskampfes natürlich Karl Marx. Sogar dass man in Deutschland ohne Probleme öffentlich „blank ziehen“ kann, gehört zum Repertoire.
Wie auf der letzten Seite zu erfahren ist, ist Frederick Martz eine Karikatur von Frederick Pabst, dem Geschäftsführer der Pabst Brewing Company, die damals noch in Milwaukee ansässig war.

## Ausgabe
Achdé, Jul: Letzte Runde für die Daltons. Band, Nr. 102. Egmont-Ehapa Verlag, Berlin 2024, ISBN 978-3-7704-0967-9 (50 S., französisch: Un Cow-Boy sous pression. Übersetzt von Klaus Jöken).